# Encephalitozoon cuniculi
Encephalitozoon cuniculi je parazitická mikrosporidie (tedy spájivá houba). Jako ostatní mikrosporidie, i tato je obligátní intracelulární parazit postrádající mitochondrie a peroxizomy. Dlouho byl sekvenovaným eukaryotickým organismem s nejmenším genomem - pouze 2,9 milionů párů bází, než byl v roce 2010 na této pozici vystřídán druhem Encephalitozoon intestinalis s genomem o pouhých 2,3 milionů párů bází.